# 国道B3号 (ナミビア)

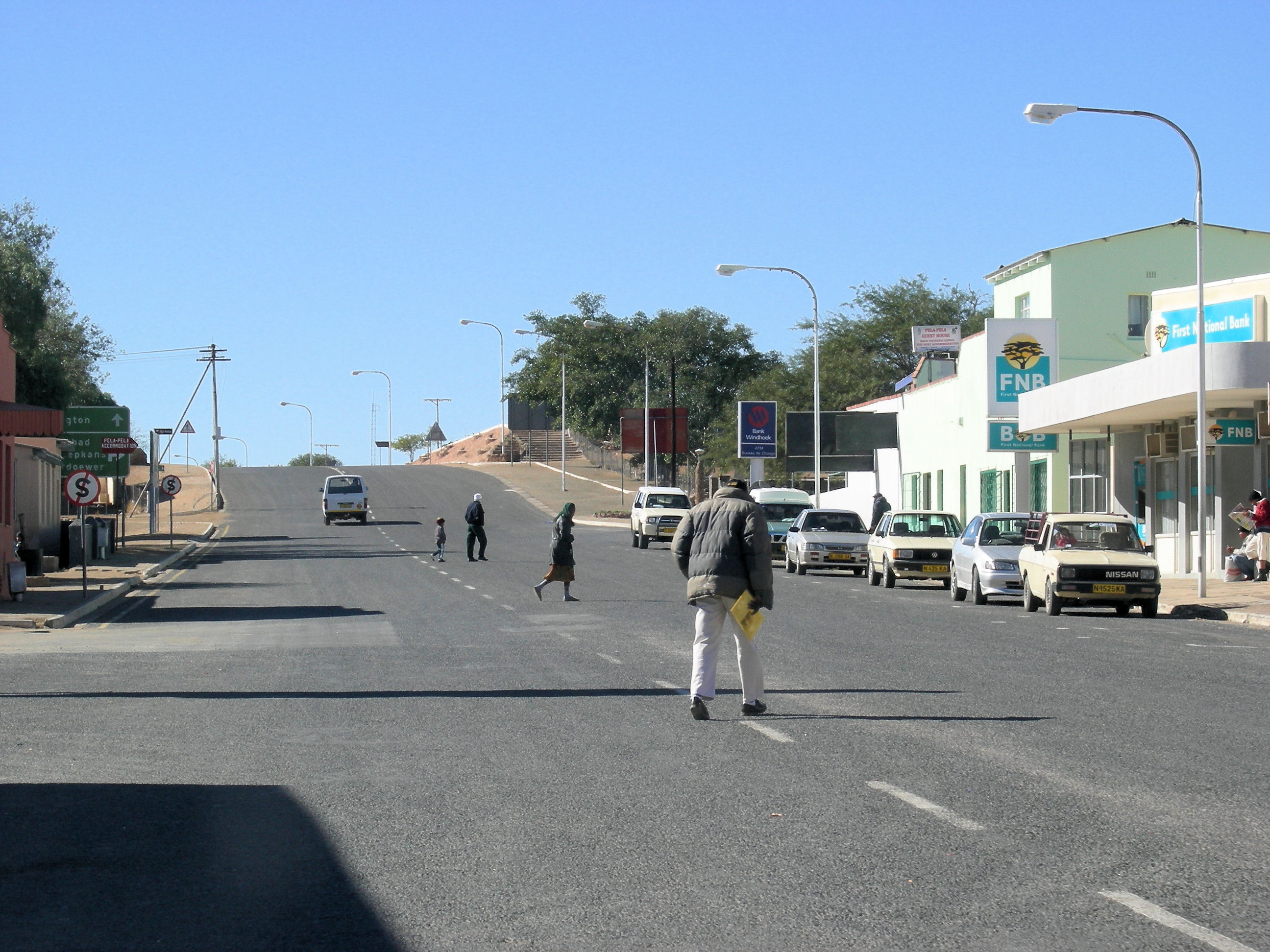
国道B3号

国道B3号（こくどうビーさんごう、英：The B3 独：Nationalstraße B3）はナミビアの国道。ナミビア南部カラス州の東南部を東西に160kmかけて横断し、南アフリカのナコプ付近の国境と国道B1号のグリュナウとを繋いでいる。

## 通過自治体
- カラス州
  - グリュナウ - カラスブルク - アリアムスブレイ

## 接続路線
- カラス州
  - B1（グリュナウ）
  - C12(グリュナウ)
  - C11（カラスブルク)
  - C10(カラスブルク）
- 南アフリカ国境（カラス州アリアムスブレイ、ナコプ付近）